# Seulgi
Kang Seul-gi (hangul: 강슬기), mer känd som Seulgi, född 10 februari 1994 i Ansan, är en sydkoreansk sångerska och dansare.
Hon är medlem i den sydkoreanska tjejgruppen Red Velvet sedan gruppen debuterade 2014.

## Diskografi

### Singlar
| År   | Titel                                                                              | Topplacering          |
| År   | Titel                                                                              | Sydkorea (Gaon Chart) |
| ---- | ---------------------------------------------------------------------------------- | --------------------- |
| 2016 | "Sound of Your Heart" (med Wendy, Sunny, Luna, Yesung, Taeil & Doyoung) SM Station | —                     |
| 2017 | "Darling U" (med Yesung) SM Station                                                | —                     |
| 2017 | "Our Story" (med Chiyeol)                                                          | 28                    |

### Soundtrack
| År   | Titel                            | Topplacering          | Serie               |
| År   | Titel                            | Sydkorea (Gaon Chart) | Serie               |
| ---- | -------------------------------- | --------------------- | ------------------- |
| 2016 | "Don't Push Me" (med Wendy)      | 25                    | Uncontrollably Fond |
| 2017 | "I Can Only See You" (med Wendy) | 80                    | Hwarang             |

## Filmografi

### TV-drama
| År   | Titel                  | Kanal | Roll      |
| ---- | ---------------------- | ----- | --------- |
| 2016 | Descendants of the Sun | KBS2  | cameoroll |